# Topje
Dit overzicht is mogelijk incompleet; u kunt helpen door het uit te breiden.
Een topje is een veelal luchtig stuk bovenkleding, meestal voor vrouwen. Het komt voor in verschillende varianten: als T-shirt of hemd (oftewel mouwloos T-shirt oftewel tanktop), met verschillende  halsuitsnijdingen, waaronder ook 'strapless' (zonder mouwen of schouderbanden), en soms laat het ook de navelstreek onbedekt.
In de jaren 1990 werd onder invloed van trendsettende publieke figuren als filmsterren en popmuzikanten (bijvoorbeeld Madonna), de trend ingezet om kleding die voorheen werd beschouwd als lingerie ook te dragen als bovenkleding. Topjes van kant werden niet langer altijd bedekt door bovenkleding.

## Verschillende soorten topjes

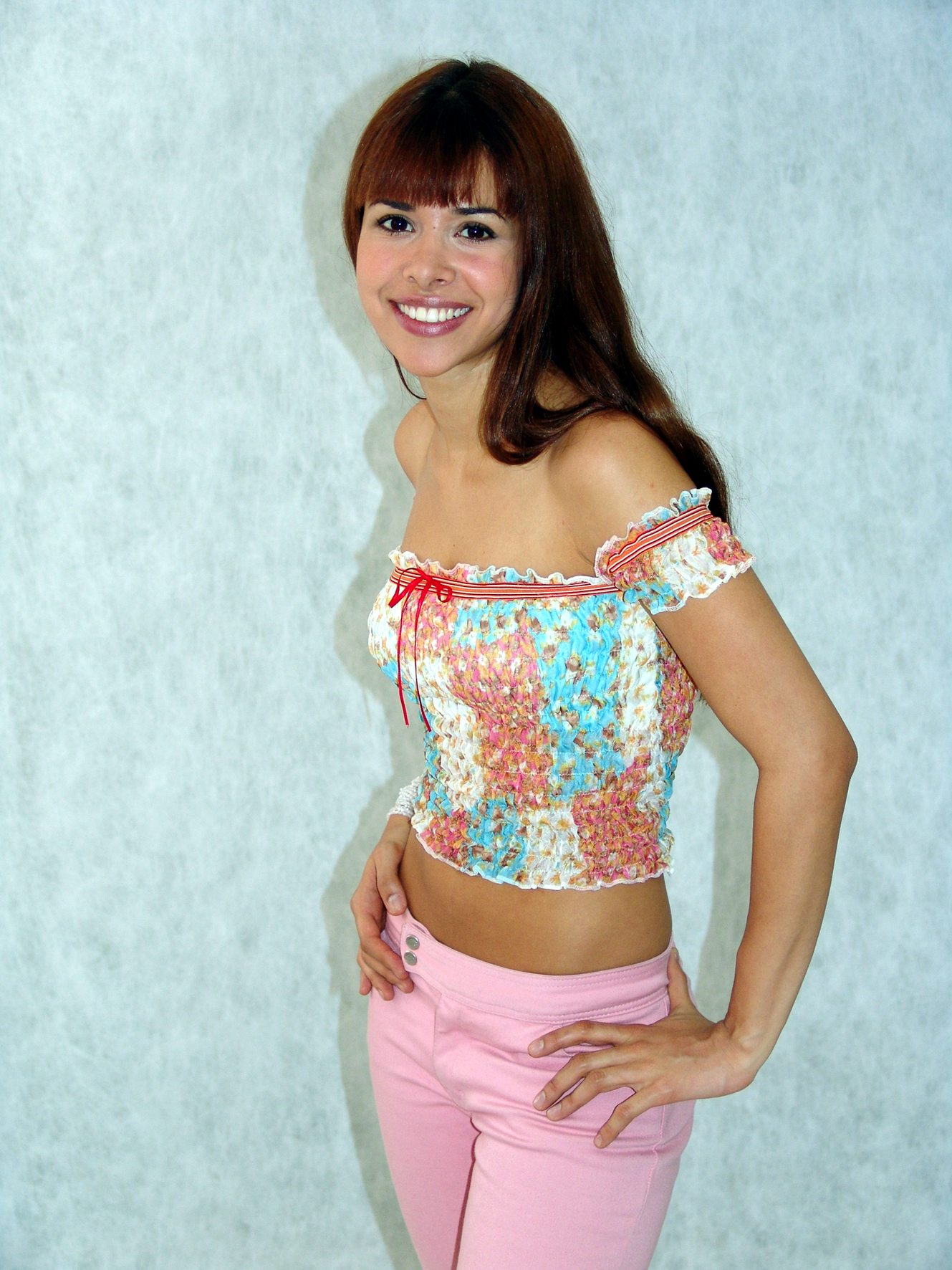
Topje met korte mouwen
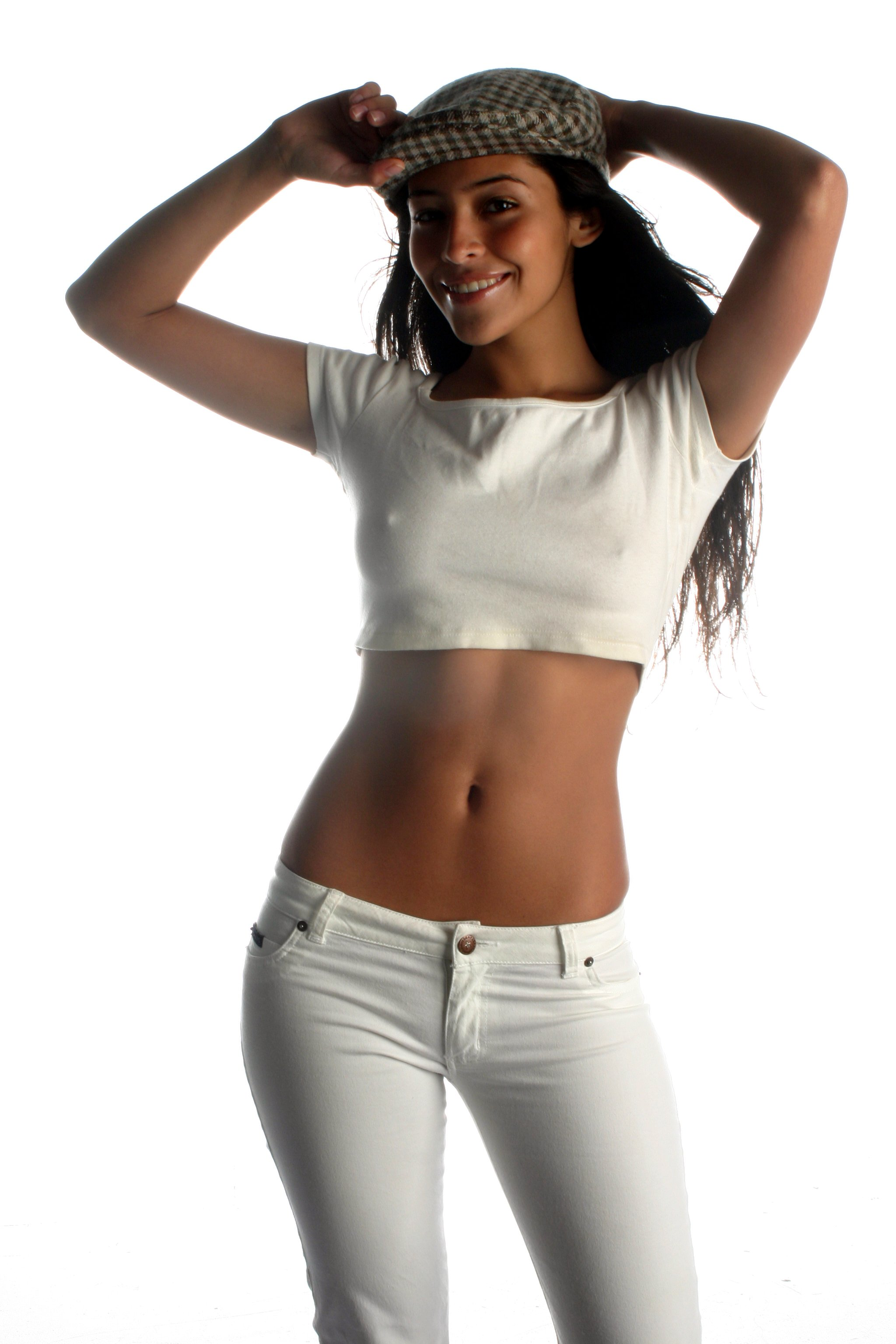
T-shirt met korte mouwen dat de navelstreek onbedekt laat
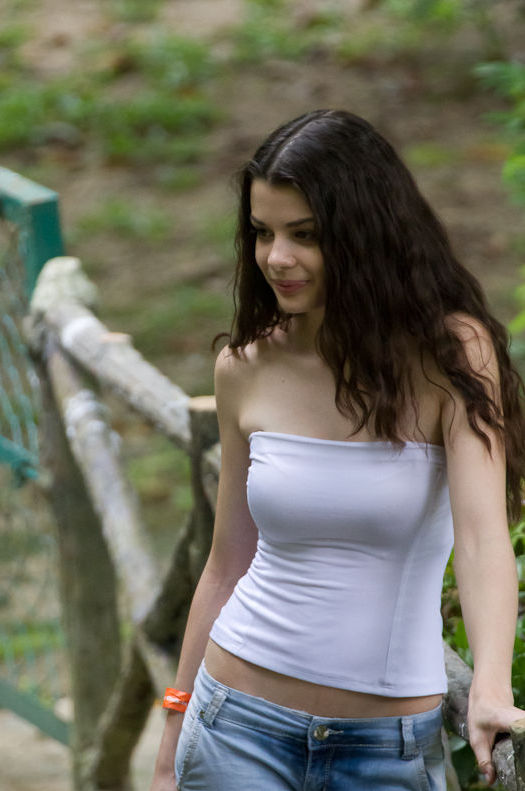
Een 'tube top': topje zonder mouwen of spaghettibandjes van T-shirtstof